# 施威

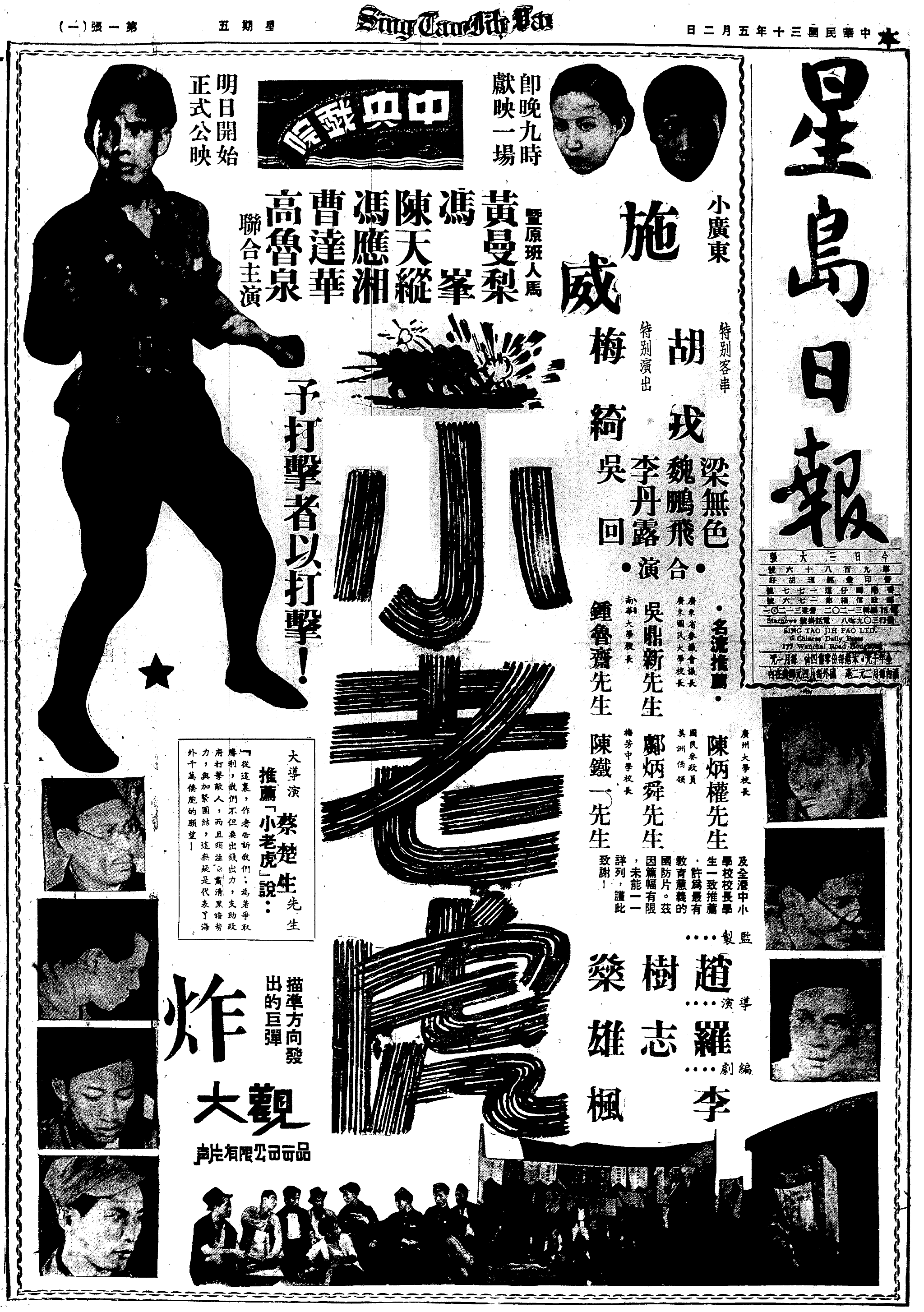
施威（趙樹泰）的代表作粵語國防電影《小老虎》（1941年5月2日公映，他飾演一位抗日救國的英雄）

施威（1912年－1987年6月29日）原名：趙樹泰（Chiu Shu Tai），是活躍於20世紀30年代末期至60年代中期的香港電影演員及監製，他是「大觀片廠」廠長，自己當演員的代表作有粵語國防電影《小廣東》（1940年6月8日公映，1940年的粵語片賣座冠軍）及粵語國防電影《小老虎》（1941年5月2日公映），他提拔新星張瑛、梅綺、馮峰及導演羅志雄及羅君雄。50歲的施威（趙樹泰）在1965年9月28日（星期二）下午3時於九龍彌敦道227號「國際招待所」六樓631號房被前來搜查的警察發現他藏有0.3公分海洛因，1965年10月14日（星期四）被判罰款港幣500元及18個月守行為。後來離開香港返回美國發展，任職美國舊金山「準聲戲院」期間，因病住進美國舊金山東華醫院（Chinese Hospital），在1987年6月29日（星期一）逝世，享齡75歲，遺體安葬美國舊金山，香港不舉行喪禮。

## 外部連結
- 香港電影資料館：施威（趙樹泰）參予電影的記錄[永久]